# Bayerische Israelitische Gemeindezeitung

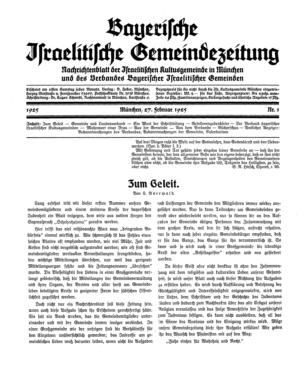
Nr. 1 vom Februar 1925

Die Bayerische Israelitische Gemeindezeitung mit dem Untertitel Nachrichtenblatt der Israelitischen Kultusgemeinde in München und des Verbandes Bayerischer Israelitischer Gemeinden war eine Zeitung, die von 1925 bis 1937 erschien. Herausgegeben wurde sie vom Verband Bayerischer Israelitischer Gemeinden.
Die Zeitung erschien ab Februar 1925 zunächst monatlich, später in zweiwöchigem Abstand bis zur Zwangseinstellung des Blatts im Dezember 1937. Die Schriftleitung lag in den Händen von Eugen Schmidt und Ludwig Feuchtwanger.
Die Gemeindezeitung verband Artikel über Tradition und religiöses Brauchtum mit Beiträgen zu kulturellen Themen. Berichte über Angelegenheiten der jüdischen Gemeinden, amtliche und familiäre Anzeigen sowie Annoncen bildeten weitere Rubriken der Zeitung.